# Sivakasi
Sivakasi là một thành phố và khu đô thị của quận Virudhunagar thuộc bang Tamil Nadu, Ấn Độ.

## Địa lý
Sivakasi có vị trí 9°27′B 77°49′Đ / 9,45°B 77,82°Đ Nó có độ cao trung bình là 101 mét (331 feet).

## Nhân khẩu
Theo điều tra dân số năm 2001 của Ấn Độ, Sivakasi có dân số 72.170 người. Phái nam chiếm 50% tổng số dân và phái nữ chiếm 50%. Sivakasi có tỷ lệ 77% biết đọc biết viết, cao hơn tỷ lệ trung bình toàn quốc là 59,5%: tỷ lệ cho phái nam là 82%, và tỷ lệ cho phái nữ là 72%. Tại Sivakasi, 11% dân số nhỏ hơn 6 tuổi.